# Inter escolas editores
Historia da Inter Escolas Editores
A Inter Escolas Editores foi fundada em 23 de Outubro de 2018 pelo Director Geral Aguinaldo Coutinho, formado em Gestão de Empresas pela Universidade Eduardo Mondlane.
O seu fundador criou a editora movido pelo desejo de contribuir para a educação em Moçambique, desenvolvendo livros bem elaborados, de baixo custo e com maior acessibilidade às populações, incluindo aquelas que vivem em zonas rurais.
Foi dessa forma que nasceu a Inter Escolas Editores, carregando o lema:
“Transformando vidas através do conhecimento.”
Com o crescimento da empresa, em apenas quatro anos surgiu a Inter Escolas Cursos, voltada à formação e capacitação. Já em 2025, nasceu o maior portal de vendas da editora — www.interescolas.co.mz — uma plataforma moderna que facilita a compra e venda de livros variados de forma simples, acessível e sem complicações.
Hoje, a Inter Escolas Editores consolida-se como uma referência na produção, publicação e distribuição de livros escolares e académicos, reforçando diariamente o seu compromisso com a educação e o desenvolvimento social em Moçambique.
Sobre nós
A Inter Escolas Editores é uma editora 100% moçambicana, movida pela paixão pelo conheci- mento e pelo impacto transformador da educação. Com uma equipa jovem e dedicada, assumimos o compromisso de produzir livros que inspiram, educam e abrem portas a novas oportunidades
Do universo infantil ao público académico, passando por adolescentes e adultos, criamos conteúdos que informam, cativam e despertam o pensamento crítico. Acreditamos que um livro pode mudar uma vida, e é com essa missão que combinamos criatividade, profissionalismo e um profundo respeito pelo saber.
Na Inter Escolas Editores, promovemos o intercâmbio académico, valorizamos a versatili- dade e colocamos a educação no centro de tudo o que fazemos. Porque mais do que editores, somos facilitadores do conhecimento – e acredi- tamos que, juntos, podemos construir um futuro mais informado e inspirado.
Missão
A Inter Escolas Editores existe para democratizar o acesso à publicação de livros, promovendo o empoderamento dos autores e incentivando a leitura como ferramenta de transformação social. Atuamos como ponte entre autores e leitores, fomentando a produção literária nacional e a disseminação de conhecimento acessível e relevante para o contexto moçambicano.
Visão
Ser uma referência no mercado editorial moçambicano e africano, destacando-se pela inovação, inclusão e apoio contínuo aos autores, especialmente àqueles que estão a dar os primeiros passos no mundo da escrita. Através do MMN, buscamos criar uma revolução educacional baseada em redes de leitura e impacto comunitário.
Valores
- Autonomia Criativa: Respeito pela liberdade artística dos autores;
- Acessibilidade: Facilitar o acesso à publicação e à leitura;
- Inovação: Uso de ferramentas digitais e novos modelos de negócio;
- Colaboração: Trabalho conjunto com autores, escolas e comunidades;
- Impacto Social: Combate ao analfabetismo, à pobreza e à exclusão educativa;
- Empreendedorismo Jovem: Promoção da auto-sustentação financeira e formação de jovens empreendedores.

Impacto Social
Nosso projeto vai muito além da venda de livros: é uma iniciativa de transformação social. Por meio da promoção da leitura e da educação em ambientes escolares e comunitários, buscamos fortalecer o desenvolvimento intelectual de crianças e jovens, especialmente em regiões com baixo acesso a materiais educativos de qualidade.
Além disso, o projeto atua como uma poderosa ferramenta de inclusão econômica, gerando oportunidades de emprego e empreendedorismo por meio de um modelo de marketing multinível ético e sustentável. Cada pessoa envolvida terá a chance de empreender, aprender e crescer, contribuindo ativamente para o fortalecimento da educação no país.
Com esse propósito, visamos estabelecer parcerias com instituições públicas e privadas, ampliando o alcance da iniciativa e consolidando seu valor estratégico para políticas públicas de educação, cultura e geração de renda.
1. ↑  «Inter Escolas Editores». 8 de dezembro de 2020. Consultado em 18 de agosto de 2025
2. ↑  «Inter Escolas Editores». 8 de dezembro de 2020. Consultado em 18 de agosto de 2025
3. ↑  «Inter Escolas Editores». 8 de dezembro de 2020. Consultado em 18 de agosto de 2025
4. ↑  «Inter Escolas Editores». 8 de dezembro de 2020. Consultado em 18 de agosto de 2025
5. ↑  «Inter Escolas Editores». 8 de dezembro de 2020. Consultado em 18 de agosto de 2025
6. ↑  «Inter Escolas Editores». 8 de dezembro de 2020. Consultado em 18 de agosto de 2025
7. ↑  «Inter Escolas Editores». 8 de dezembro de 2020. Consultado em 18 de agosto de 2025
8. ↑  «Inter Escolas Editores». 8 de dezembro de 2020. Consultado em 18 de agosto de 2025
9. ↑  «Inter Escolas Editores». 8 de dezembro de 2020. Consultado em 18 de agosto de 2025
10. ↑  «Inter Escolas Editores». 8 de dezembro de 2020. Consultado em 18 de agosto de 2025
11. ↑  «Inter Escolas Editores». 8 de dezembro de 2020. Consultado em 18 de agosto de 2025
12. ↑  «Inter Escolas Editores». 8 de dezembro de 2020. Consultado em 18 de agosto de 2025